# Österreichischer Bauherrenpreis 2001
Mit dem Österreichischen Bauherrenpreis der Zentralvereinigung der Architekten Österreichs wurden im Jahr 2001 die folgenden Projekte ausgezeichnet:
| Realisierung                                                                             | Bauherr | Planer                                                           |
| ---------------------------------------------------------------------------------------- | --- | ---------------------------------------------------------------- |
| Minoritenkloster Wels                                                                    | Stadt Wels mit Bürgermeister Peter Koits                                                                           | ARGE Luger-Maul-Hofbauer                                         |
| Greith-Haus in St. Ulrich im Greith in Sulmeck-Greith (heute zu Sankt Martin im Sulmtal) | Gemeinde Sulmeck im Greith mit Bürgermeister Karl König und Josef Zmugg                                            | Szyszkowitz + Kowalski                                           |
| Temporäres Theater für die Stadt Haag                                                    | Haag Kultur GmbH, Elke M. Hinterholzer, Kurt Reitzinger                                                            | noncon:form                                                      |
| Fachhochschule Kufstein                                                                  | FH-Errichtungs- und Betriebsgesellschaft, Kufstein, KR Walter J. Mayr                                              | henke und schreieck                                              |
| Kinder- und Jugendhaus in Salzburg-Liefering-Süd                                         | Verein für die Errichtung des Kinder- und Jugendhauses Liefering Süd mit Primar Anton Heiser                       | T. Forsthuber                                                    |
| Pfarrkirche Steyr-Resthof                                                                | Pfarrexpositur Steyr-Resthof mit Pater Josef Essl                                                                  | Riepl                                                            |
| MPreis Wenns                                                                             | MPreis in Völs mit Hans Jörg Mölk und Anton Mölk                                                                   | Rainer Köberl und Astrid Tschapeller                             |
| Donaucity-Kirche unter Denkmalschutz (Listeneintrag)                                     | Erzdiözese Wien mit Kardinal Christoph Schönborn                                                                   | Heinz Tesar                                                      |
| Wohnhaus Lebenshilfe in Feldkirch-Gisingen                                               | Lebenshilfe Vorarlberg in Götzis mit Werner Blum                                                                   | Cukrowicz Nachbaur Architekten                                   |
| Gasometer Wien                                                                           | Europa Fonds/Alag/Zwerenz & Krause, Erich Helm, Christian Ehrenreich                                               | Rüdiger Lainer                                                   |
| Omicron Development Center in Klaus                                                      | Omicron Electronics in Vorarlberg mit Martin Pfanner und Manfred Vith                                              | Ritsch-Nägele-Waibel                                             |
| Volksschule Natorpgasse in Wien (Aufstockung)                                            | Gemeinde Wien vertreten durch MA 19, SR Rüdiger Hälbig, und MA 56, RR OAR Werner Glaser                            | Andreas Treusch                                                  |
| SKWB Schoellerbank in Wien                                                               | SKWB Schoellerbank vertreten durch die Hypovereinsbank, Zentralbereich Bauten und Betrieb, Dir. Arch. Dieter Koppe | Jabornegg-Pálffy                                                 |
| Bahnhof St. Anton am Arlberg                                                             | ÖBB, Hans Wehr, Karl Schmid                                                                                        | Manzl-Ritsch-Sandner Gerhard Manzl Johann Ritsch Manfred Sandner |
| Atriumhaus Rosenstraße in Dornbirn                                                       | I. + R. Schertler GmbH, Ingmar Alge, Jörg H. Knapp                                                                 | Roland Gnaiger, Udo Mössler                                      |